# Raisen
Raisen é uma cidade e um município no distrito de Raisen, no estado indiano de Madhya Pradesh.

## Geografia
Raisen está localizada a 23° 20′ N, 77° 48′ L. Tem uma altitude média de 445 metros (1 459 pés).

## Demografia

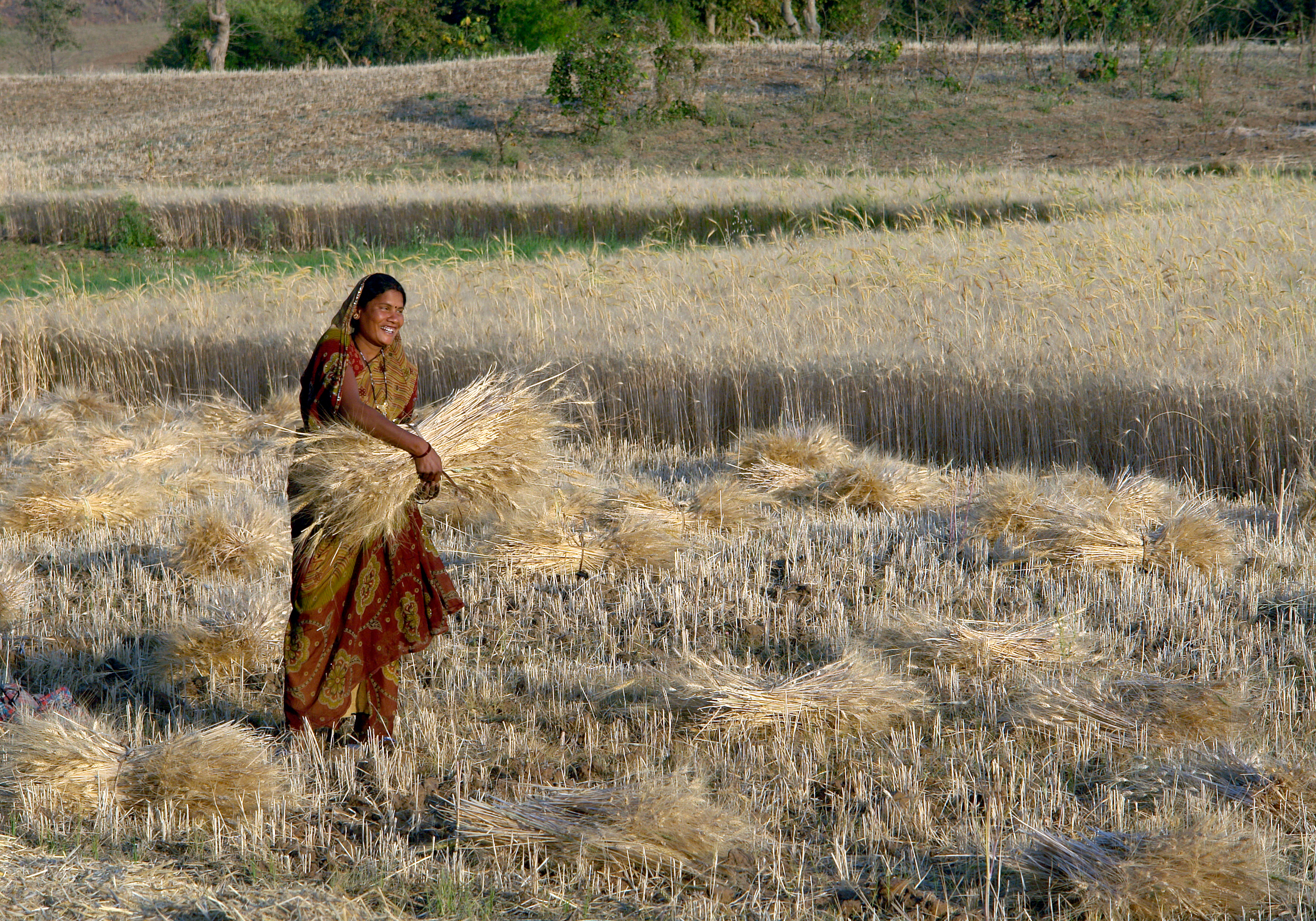
Mulher colhendo trigo, distrito de Raisen.

Segundo o censo de 2001, Raisen tinha uma população de 35 553 habitantes. Os indivíduos do sexo masculino constituem 53% da população e os do sexo feminino 47%. Raisen tem uma taxa de alfabetização de 66%, superior à média nacional de 59,5%: a literacia no sexo masculino é de 72% e no sexo feminino é de 59%. Em Raisen, 15% da população está abaixo dos 6 anos de idade.